# Планебрух
Планебрух (њем. Planebruch) општина је у њемачкој савезној држави Бранденбург. Једно је од 38 општинских средишта округа Потсдам-Мителмарк. Према процјени из 2010. у општини је живјело 1.135 становника. Посједује регионалну шифру (AGS) 12069470.

## Географски и демографски подаци
Планебрух се налази у савезној држави Бранденбург у округу Потсдам-Мителмарк. Општина се налази на надморској висини од 43 метра. Површина општине износи 65,3 km². У самом мјесту је, према процјени из 2010. године, живјело 1.135 становника. Просјечна густина становништва износи 17 становника/km².